# L’homme médecine
L’homme médecine ist ein 1989 erschienener Comic.

## Hintergrund
Der Band fasst vier ausgewählte Kurzgeschichten von Paolo Eleuteri Serpieri zusammen. Die Westernepisoden erschienen in den italienischen Magazinen Lanciostory und L’Eternauta. Dargaud veröffentlichte das Album.

## Kurzgeschichten
- Orme (Lanciostory, 1979, 16 Seiten)
- Takuat (Lanciostory, 1979, 14 Seiten)
- Le regole del gioco (Lanciostory, 1980, 21 Seiten)
- Uomo di medicina (L’Eternauta, 1982, 11 Seiten)